# Tropidozineus pauper
Tropidozineus pauper är en skalbaggsart som först beskrevs av Julius Melzer 1931.  Tropidozineus pauper ingår i släktet Tropidozineus och familjen långhorningar.
Artens utbredningsområde är Paraguay. Inga underarter finns listade i Catalogue of Life.